# 1999 NW39
1999 NW39 är en asteroid i huvudbältet som upptäcktes den 14 juli 1999 av LINEAR i Socorro County, New Mexico.
Asteroiden har en diameter på ungefär 3 kilometer och den tillhör asteroidgruppen Eunomia.